# Smilax lanceifolia
Smilax lanceifolia är en enhjärtbladig växtart som beskrevs av William Roxburgh. Smilax lanceifolia ingår i släktet Smilax och familjen Smilacaceae.

## Underarter
Arten delas in i följande underarter:
- S. l. elongata
- S. l. impressinervia
- S. l. lanceifolia
- S. l. lanceolata